# Джеспіліт

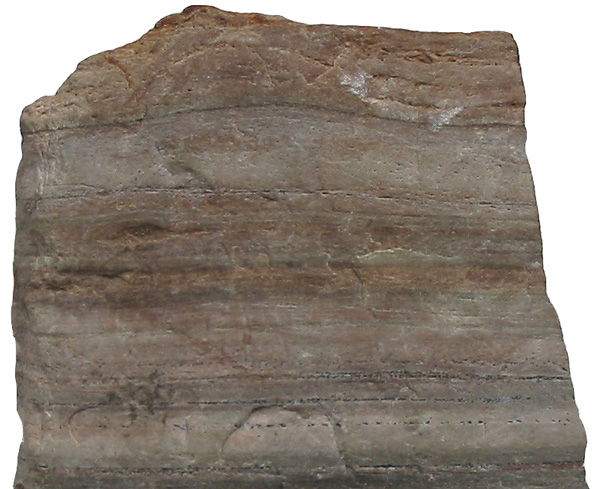

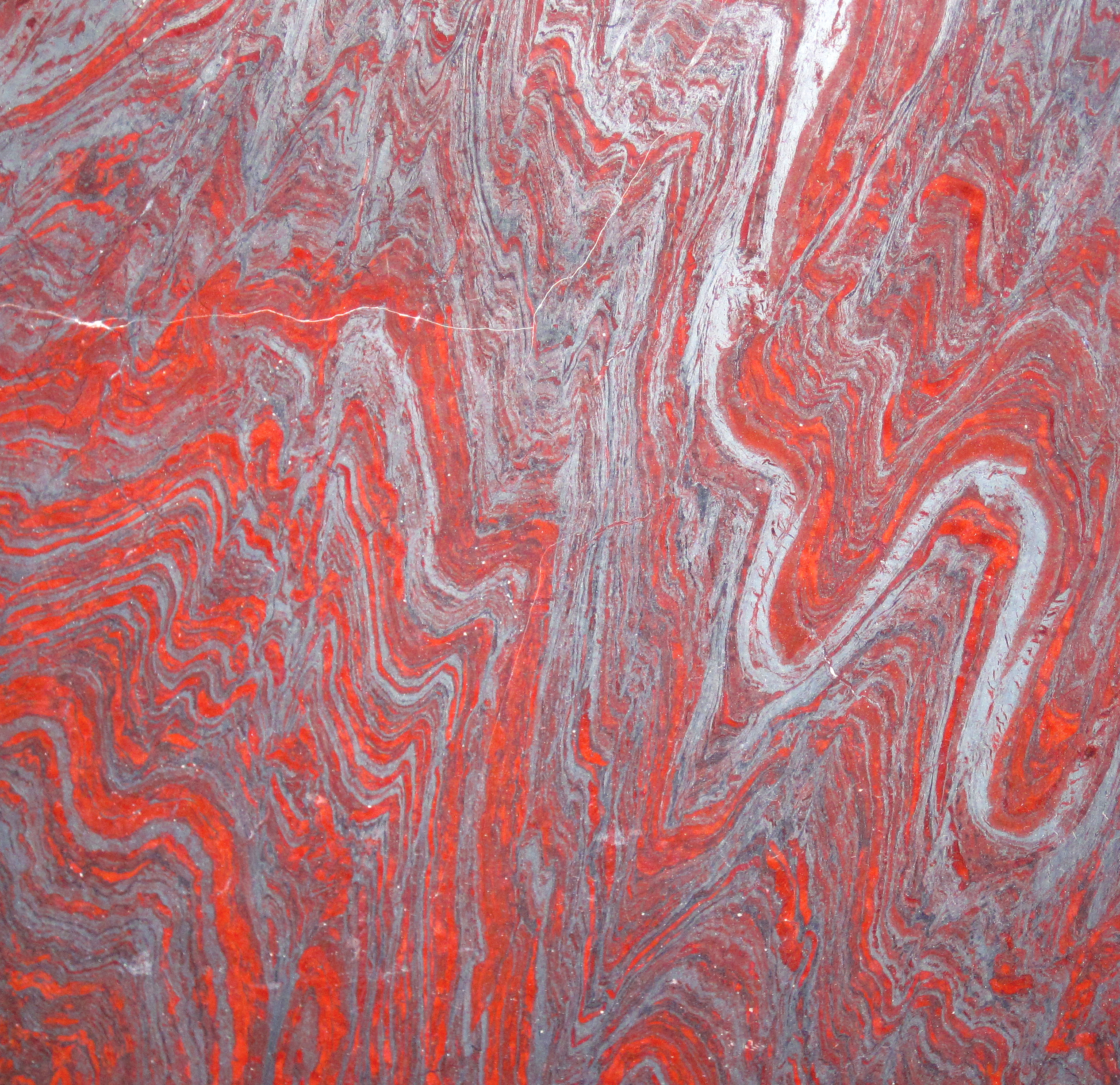
Джеспіліт з Бразилії, штат Мінас-Жерайс.

Джеспілі́т — метаморфічна гірська порода, тонкосмугастий залізистий кварцит, що складається з магнетито-гематитових і кварцових прошарків.

## Загальний опис
Джеспіліт, як правило, являє собою смугасту суміш гематиту, магнетиту та кварцу, поширену в смугастих залізних породах протерозойського та архейського віку.
Джаспіліт також утворюється як ексгалятивних хімічних відкладеннях в деяких родовищах свинцево-цинкових руд і як гідротермальна фація змін навколо підводного вулканізму.
Червоно-чорного, іноді золотисто-чорного кольору.
Зустрічається, зокрема, на Канадському щиті. Родовища джеспіліту знаходять, серед іншого, в Канаді, Німеччині, Норвегії та США. В Україні є в Криворізькому залізорудному басейні та Кременчуцькому залізорудному районі (див. Кременчуцька магнітна аномалія).

## Використання
Залізна руда. Вміст заліза в джеспілітах — 20-40 %.
Використовується також як дорогоцінний камінь.